# Anil Nerode

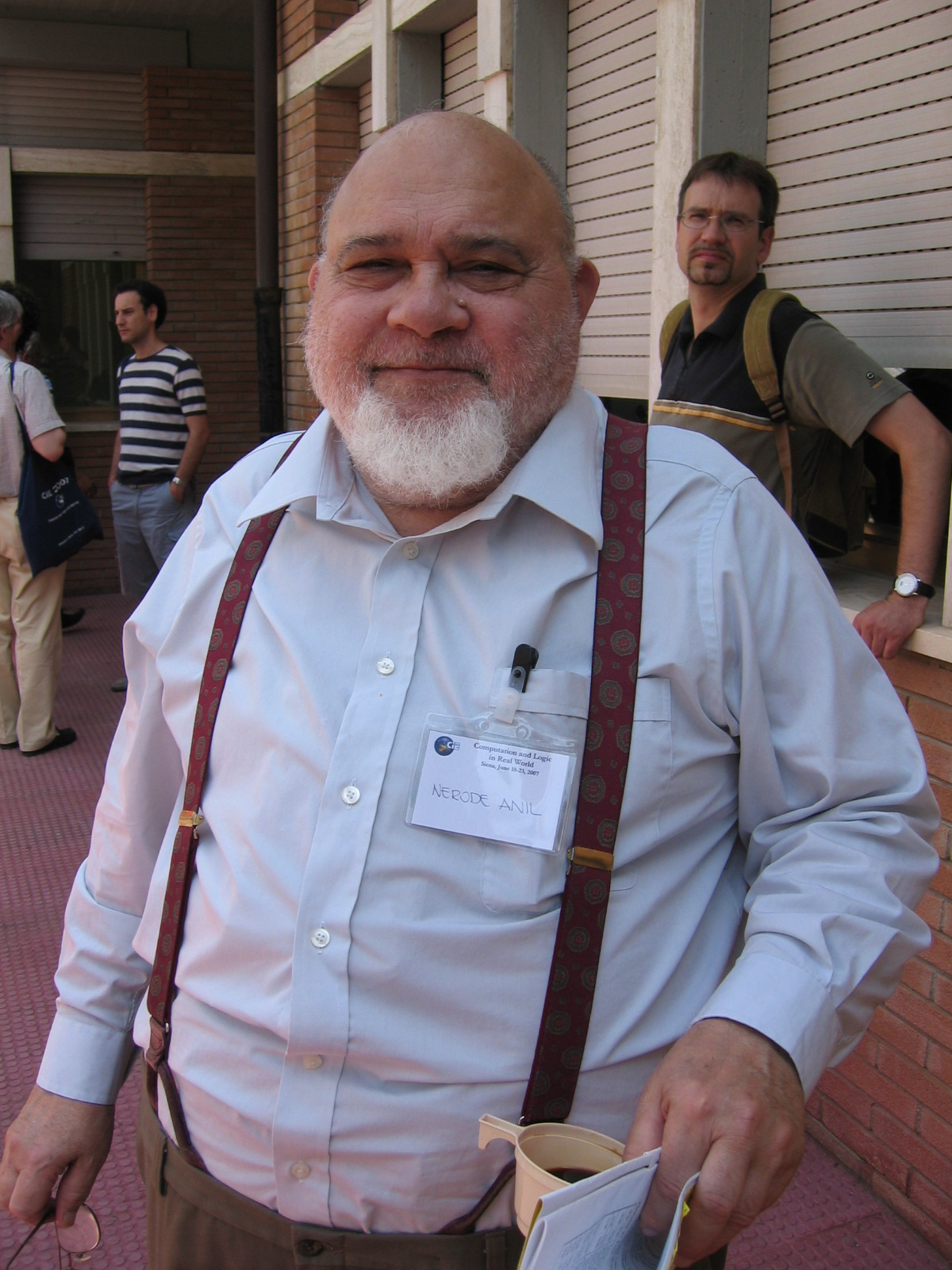
Anil Nerode, 2007

Anil Nerode (* 4. Juni 1932 in Los Angeles) ist ein US-amerikanischer mathematischer Logiker und Mathematiker.

## Leben
Nerode studierte an der University of Chicago mit dem Bachelor of Arts Abschluss 1949, dem Bachelor of Science Abschluss 1952, dem Master-Abschluss 1953 und der Promotion bei Saunders Mac Lane 1956 (Composita, Equations and Recursive Definition). Ab 1953 war er am Institute for Systems Research der Universität Chicago (unter Walter Bartky wurden dort geheime Arbeiten für die U.S. Air Force durchgeführt), und blieb dort bis 1957 als Gruppenleiter. 1957/58 (und 1962/63) war er am Institute for Advanced Study, an dem er mit Kurt Gödel zusammenarbeitete, und 1958/59 war er Gastprofessor an der University of California. 1959 wurde er Assistant Professor und 1965 Professor an der Cornell University, seit 1991 als Goldwin Smith Professor für Mathematik.
Er war unter anderem Gastprofessor an der University of Chicago (1976), an der Monash University (1970, 1974, 1978), am MIT (1980) und der University of California, San Diego (1981, 1984, 1985).
Er befasst sich mit mathematischer Logik, Automatentheorie, Berechenbarkeit und Komplexitätstheorie, verteilten Systemen, Variationsrechnung. Der Satz von Myhill-Nerode (1957/58) ist nach ihm und John Myhill benannt.
1968 bis 1982 war er Herausgeber des J. of Symbolic Logic.
Nerode ist Fellow der American Mathematical Society (AMS), deren Vizepräsident er 1991 bis 1994 war.

## Schriften
- mit J. N. Crossley: Combinatorial Functors, Springer 1974